# (73641) 1977 UK3
(73641) 1977 UK3 – planetoida z grupy trojańczyków okrążająca Słońce w ciągu 11 lat i 354 dni w średniej odległości 5,23 j.a. Została odkryta 18 października 1977 roku przez Schelte Busa.